# 12339 Карлу
12339 Карлу (12339 Carloo) — астероїд головного поясу, відкритий 18 грудня 1992 року.
Тіссеранів параметр щодо Юпітера — 3,608.